# Acid Blue 25
L'Acid Blue 25 est un composé aromatique dérivé de l'anthraquinone utilisé comme colorant bleu. Il appartient à la classe chimique des colorants anthraquinoniques et à la classe technique des colorants acides. Il est soluble dans l'eau et anionique. Il est notamment utilisé dans des recherches faites sur l'adsorption.

## Propriétés
L'Acid Blue 25 se présente sous la forme d'une poudre bleu foncé, faiblement soluble dans l'eau, mais soluble dans l'acétone et l'éthanol, légèrement soluble dans le benzène, le naphtalène, insoluble dans le  nitrobenzène et le xylène.

## Synthèse
L'Acid Blue 25 peut être produit par condensation de l'1-amino-2,4-dibromoanthraquinone avec l'aniline. La 1-amino-4- anilino-2-bromo-anthraquinone est ensuite mis à réagir sous pression avec le sulfite de sodium aqueux à chaud dans le phénol.
Une autre méthode consiste en la condensation de l'acide bromaminique (ou son sel de sodium) dans l'eau avec l'aniline, catalysée par un sel de cuivre (synthèse de Jordan-Ullmann-Goldberg).

## Utilisations
L'Acid Blue 25 est utilisé pour teindre la laine, la soie et les tissus mélangés, et les imprimer par une méthode directe.
Cette teinture est largement utilisée pour colorer le cuir, le papier, la cellulose et les mélanges de polycarbonate durant leur processus de fabrication.